# Lago de Ocrida
El lago de Ocrida, lago Ohrid  o lago Okhrid en macedonio: Охридско Езеро, Okhridsko Ezero [ˈɔxridzkɔ ˈɛzɛrɔ]) está situado en la frontera entre el suroeste de Macedonia del Norte y este de Albania, que tiene una superficie de 358 km². Es el lago más profundo de los Balcanes (288 m), y también uno de los más antiguos del mundo, junto con el Titicaca y el lago Baikal.[cita requerida]
Alimentado gracias a infiltraciones por el lago Prespa, situado al sureste, el lago de Ocrida drena hacia el norte por el Drin Negro, que desemboca en el mar Adriático. Es conocido por sus aguas claras, a veces transparentes hasta una profundidad de 22 metros, y por su rica y variada fauna, incluidas algunas especies endémicas.
Su nombre proviene de la ciudad de Ocrida en la orilla oriental del lago. Esta ciudad es la capital turística de Macedonia del Norte, y el lago, rodeado de varias playas y monasterios bizantinos, es una de las mayores atracciones del país. Por otro lado, también está inscrito desde 1979 como Patrimonio de la Humanidad por su carácter natural excepcional, y en 1980 la clasificación se ha extendido también a los sitios históricos y culturales ribereños.

## Geografía

### Topografía
El lago de Ocrida está situado en el centro-oeste de la península de los Balcanes de la Europa suroriental. Lo comparten Albania, al oeste, y Macedonia del Norte, en la que se enclavan dos tercios de su superficie, al este. Está rodeado por otros grandes lagos; el más cercano es el Prespa, a pocos kilómetros al sur, cuya extensión se reparten la Macedonia del Norte, Grecia y Albania. En Grecia también se encuentran los lagos Orestias y Vegoritis que, sin embargo, son mucho menores.
El lago de Ocrida es profundo, con un máximo de 288 m, 70 metros en su lado oriental, y un promedio de 151 m. Está a 693 metros de altitud y situado en la zona de orogénesis de las placas eurasiática y africana. Fue, por tanto, formado por una actividad tectónica intensa, que se tradujo en un levantamiento del terreno hace cuatro millones de años. El lago se halla en una zona de media montaña; las cumbres de las montañas que lo rodean llegan a los 2.000 m de altitud. Su origen fue un raro fenómeno geológico y su edad es comparable a la de algunos grandes lagos, como el Titicaca o el Baikal.
Forma un óvalo alargado, orientado en sentido norte-sur, con 30 km de longitud y 14,5 de ancho. a 11 km de ancho. El lago tiene costas muy rectas, de 87,5 km de largo y no tiene ninguna isla.
El lago de Ocrida está excavado en una densa piedra caliza, que le impide la evacuación. Al contrario que el lago Prespa, a 855 metros de altura, que tiene un fondo kárstico y se vacía lentamente en el Ohrid a través de una red de galerías subterráneas, situadas en las montañas Galitchitsa. El agua del lago Prespa surge entonces en muchas fuentes, a menudo en el fondo del mismo lago de Ocrida. Las fuentes de San Naum, en la frontera entre Macedonia del Norte y Albania, son las más conocidas y proporcionan más de la mitad del agua del lago. El lago, gracias a 40 ríos y arroyos, drena un espacio de 1.487 km². Antes de la desviación del río Sateska en 1962, esta área estaba limitada a 1.042 km². La profundidad y la llegada difusa del agua del lago ocasionan un período largo de retención, el agua tarda aproximadamente 70 años en renovarse, mientras que en el lago Prespa el agua se renueva en tan solo 11 años. El lago tiene sus costas bastante rectas y con una longitud de 87,5 km.
El lago pierde el 28 % de su agua por evaporación, el resto fluye hacia el extremo norte del lago y forma el Drin Negro, que atraviesa el norte de Albania y desemboca en el mar Adriático, después de haberse unido al Drin Blanco.
La transparencia del agua se debe a los bajos niveles de fósforo, fenómeno llamado oligotrofía. El lago de Ocrida contiene solo el 4,5 μg de fósforo por litro, mientras que el lago Ginebra, por comparación, aunque no está contaminado por las emisiones de fósforo, contiene 10 miligramos por litro.

### Clima
La zona en torno al lago de Ocrida tiene un clima continental. Los veranos son calurosos, con una media de 21,2 °C y una máxima de 34,4 °C en agosto y los inviernos bastante fríos, con 1.5 °C de media en enero y un mínimo de -17,2 °C. Las precipitaciones de cada año aportan aproximadamente 759 mm de agua. Domina el viento del norte en el otoño y el invierno, mientras que los vientos del sur y sudeste lo hacen en la primavera y el verano. Los vientos son generalmente débiles, con un promedio de 3,4 metros por segundo.
El agua más profunda del lago tiene una temperatura media de 6 °C, mientras que en la superficie alcanza de 24 a 26 °C.

## Animales y vegetales
El lago de Ocrida es el hogar de muchas especies vegetales y animales, entre los cuales más de 200 son endémicas. Algunas especies son muy antiguas, las más antiguas aparecieron durante la Era Terciaria y, a veces, el lago es llamado «museo de fósiles vivientes».

### Vida silvestre
Este apartado no incluye una lista exhaustiva de las especies que se encuentran en y alrededor del lago Ohrid, sino sólo unas pocas familias, géneros y especies importantes de la vida silvestre.

### Peces

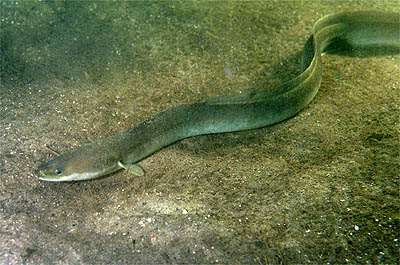
Una anguila europea.

El lago cuenta con 17 especies de peces originales, pertenecientes a 4 familias, salmónidos,  cyprinidae, cobitidae y anguillidae. Los más emblemáticos del lago Ohrid son la trucha del Ohrid y la belvica, peces de aletas radiadas, muy pescadas y comercializadas en la región. Un estudio realizado en 1929 demuestra que estas dos especies representan un total del 45,6% de las capturas, pero hay solo 9 kg de peces por hectárea en el lado macedonio, lo que da una idea del bajo contenido en nutrientes del agua.
La anguila europea es otra de las especies característica del lago. Nacen en el mar de los Sargazos  y luego llegan al mar Mediterráneo y de ahí al Drin Negro para vivir durante una década en el lago Ohrid. En la madurez, las anguilas regresan al mar donde nacieron, donde desovan y mueren, y su progenie, instintivamente, vuelve al lago, por lo que el ciclo continúa.
El lago alberga también carpas, barbos. y coregonus.

### Mamíferos
Los alrededores del lago están habitadas por varias especies raras, algunas de las cuales están extintas o en peligro de extinción en el resto de Europa. Los animales salvajes son más comunes en las montañas Galitchitsa, situada entre el lago Ohrid, y el lago Prespa y que forman uno de los tres parques de Macedonia del Norte. Hay linces, osos , ciervos, zorros y lobos.

### Aves
En las riberas del lago existen varias especies de aves, principalmente acuáticas, como el Pelícano, el porrón pardo, el águila moteada y el águila imperial.

### Invertebrados
Entre las especies acuáticas, también hay conchas, cangrejos, esponjas,etc. La esponja de Ohrid, endémica, vive ente los 40 y 50 metros de profundidad. El plancton incluye también especies particulares del lago. También hay bajo la superficie una especie de caracol de unos treinta millones de años de edad.

### Flora
Hasta una cierta profundidad, el fondo del lago están cubiertas de algas. Las especies más notable es  el alga hara, que puede crecer entre los 6 y los 15 metros de profundidad y forma un círculo que sigue la orilla del lago. En los alrededores destacan los árboles como el castaño el abeto griego, el avellano, el boj y el roble.

## Economía

### Sociedad
Existen tres ciudades en las orillas del lago, Ocrida y Struga en el lado macedonio y Pogradec en la parte albanesa. Ohrid, la más poblada, contaba con 42.003 habitantes en 2002. Entre estas ciudades hay varios pueblos, que viven principalmente de la pesca. Hay alrededor de 106.000 habitantes en la parte macedonia de la cuenca, y 61.000 en la parte albanesa.
El desempleo es muy alto en la región, en 1998, el Instituto Nacional de Estadística de Albania daba una tasa de desempleo de entre el 26 y el 48% en la cuenca del Ocrida. En 1994, el Instituto macedonio estimaba que más de la mitad de la población de los municipios macedonios estaban desempleados o empleados en puestos de trabajo estacionales, sin beneficios.

### Actividades

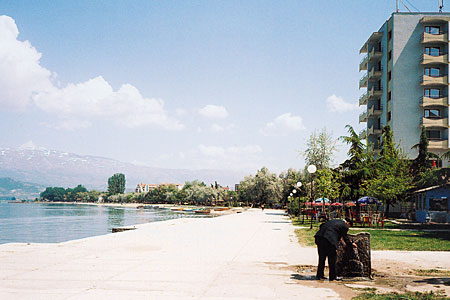
Hotel en Pogradec

La pesca es un recurso importante para los habitantes de la cuenca del lago, que venden sus capturas en los mercados albanés o macedonio y en los numerosos restaurantes situados en las orillas del lago. La región es también muy visitada; Ohrid es la capital turística de Macedonia del Norte y Pogradec es un lugar muy conocido por los albaneses. El nombramiento de la parte macedonia como Patrimonio de la Humanidad en 1979 permitió, durante un tiempo, un gran auge de la región, pero desde la independencia, los problemas económicos y étnicos de Macedonia del Norte ha reducido el número de visitantes anuales. Los hoteles de Ohrid, por ejemplo, han caído en su número de pernoctaciones en un 70% entre 1991 y 2004.
Los bosques cubren más de 70 000 hectáreas de la cuenca del lago y de la industria de la madera es otro recurso para la región. Sin embargo, los bosques de Albania, poco protegidos y sujetos a incendios periódicos están en malas condiciones y en peligro de extinción. El macizo macedonio, protegidos por el Parque Nacional Galitchitsa, está en mejores condiciones y es más productivo.

## Degradación y protección de la naturaleza
El lago se ve amenazado por muchos factores, todos relacionados con la presencia y la actividad humana.

### Contaminación del agua
La contaminación del agua es el primer problema ambiental del lago. Las aguas están contaminadas por los pesticidas y fertilizantes utilizados por los agricultores en las orillas del lago, y también por las vertidos locales. Por ejemplo, hasta el 2006, la ciudad de Pogradec vertía el 30% de sus aguas residuales al lago sin ningún tratamiento. Desde entonces se ha construido una depuradora de aguas residuales.
En Pogradec también son varias las plantas metalúrgicas que descarga en el lago los residuos tóxicos derivados del tratamiento de los minerales. Las minas y los residuos derivados de sus labores causan una contaminación bacteriológica del lago, a través de una proliferación de organismos nocivos a las especies naturales allí existentes.

### Eutrofización
El lago, naturalmente pobre en minerales y nutrientes, conoce desde hace algunos años un proceso de eutrofización, es decir, un aumento en la concentración de elementos como el fósforo. El porcentaje de fósforo en las aguas del lago ha aumentado de 3 a 4 veces en comparación con el medido durante la Segunda Guerra Mundial. La eutrofización está causada por desechos humanos y animales y provoca el oscurecimiento de las aguas del lago por la proliferación de fitoplancton y la desaparición de especies endémicas. Para remediar esta situación, los gobiernos macedonio y albanés han construido una planta de tratamiento de aguas residuales cerca de Pogradec, esta planta debe eliminar el 80% de los contenidos de fósforo en el lago.

### Problemas ligados a la urbanización

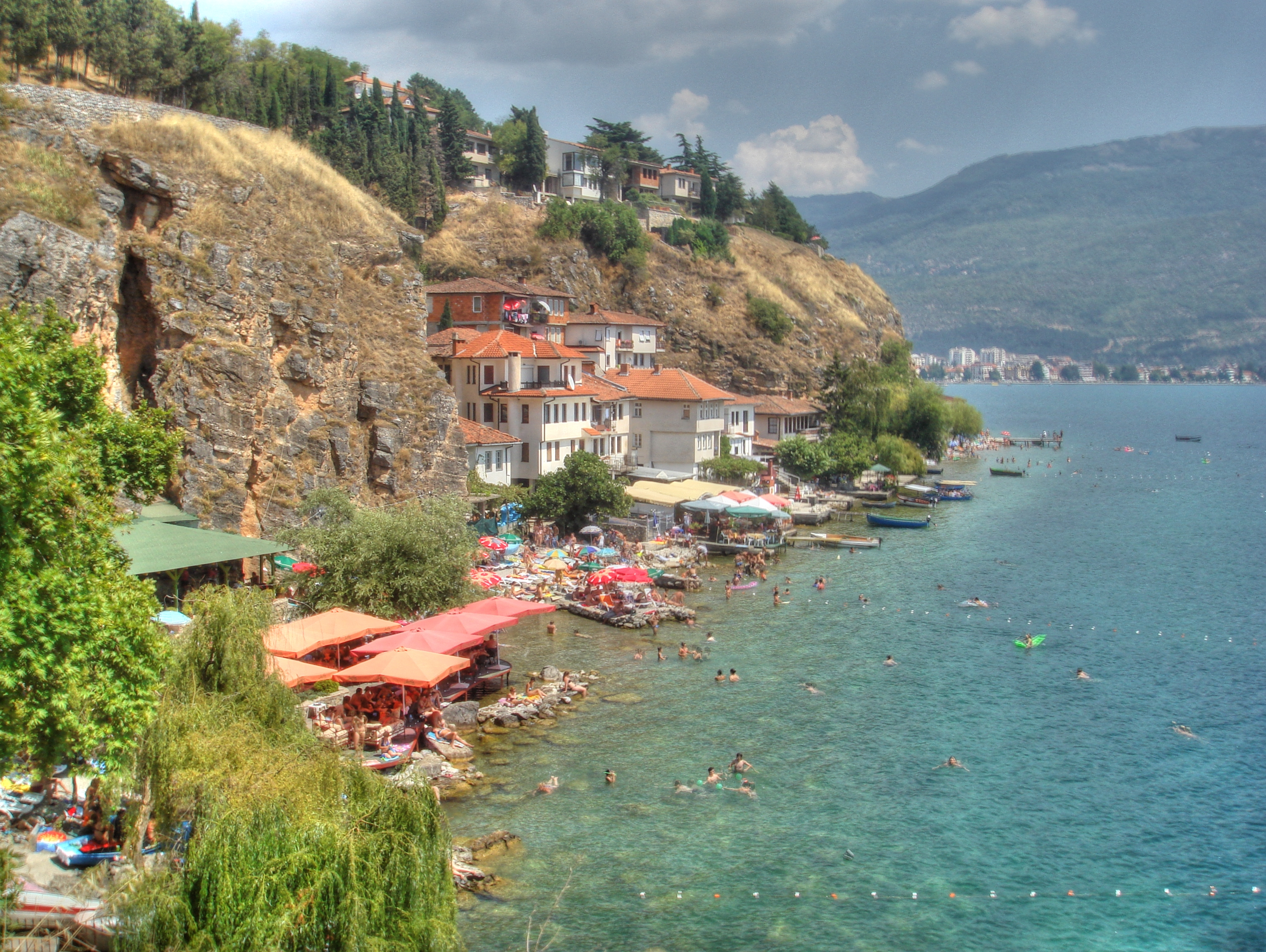
Hoteles y restaurantes en Kaneo.

En Albania, la región de Pogradec se ve especialmente afectada por la urbanización masiva, que destruye el medio ambiente natural. En Macedonia del Norte, las zonas más dañadas son las costas cercanas a Ohrid y Struga. Los edificios, en ocasiones, son construcciones ilegales. El deterioro de las orillas acelera la erosión y favorece la proliferación de especies resistentes como la caña y pone en peligro otras plantas y animales que ven su medio ambiente destruido.

### Problemas ligados a la pesca
La pesca, aunque se trata de una fuente de ingresos para la población local, causa la desaparición de muchas especies de peces; las más amenazadas son la trucha, el alburno y la carpa. La situación es muy diferente en los distintos Estados, cada uno con su propia situación económica y sus propios reglamentos. Por lo tanto, si ya en 1992, las capturas aumentaron en Albania, la protección de varias especies y el establecimiento de cuotas ha reducido el número de capturas en Macedonia del Norte. La instalación de parques de cría, sobre todo para la trucha arco iris, ha permitido igualmente la reducción de la pesca en Macedonia del Norte. Albania no ha comenzado a establecer límites a la pesca hasta el 2002. Además de estar amenazados por la pesca, los peces son muy sensibles a la contaminación de las aguas del lago.